# Schleusenpark
Der Schleusenpark ist eine Grünfläche im Stadtteil Wik der schleswig-holsteinischen Landeshauptstadt Kiel. Er befindet sich südlich der Holtenauer Schleuse zwischen Uferstraße und Herthastraße. Die 1,5 Hektar große Parkfläche ist ca. 160 Meter lang und 75 Meter breit.

## Geschichte
Die Planungen für den 2012 fertiggestellten Park hatten ihren Ursprung in einem städtebaulichen Ideenwettbewerb aus dem Jahr 1999. Auf dessen Basis beschloss die Kieler Ratsversammlung 2001 den städtebaulichen Rahmenplan Marinequartier Kiel-Wik. Die Planung für den Park übernahm die Kieler Ingenieurgemeinschaft Possel und Partner (IPP). Vor dem Bau war das rund 3 Hektar große Gelände des ehemaligen Gaskraftwerkes der Stadtwerke Kiel für 1,5 Millionen Euro von ausgedienten Gebäuden, Fundamenten, Leitungen, technischen Anlagen und Altlasten befreit worden. Die Planungs- und Baukosten für den Schleusenpark betrugen rund 900.000 Euro. Ein neu angelegter Weg bis zur Straße Am Kiel-Kanal verbindet den Schleusenpark mit dem Maschinenmuseum Kiel-Wik.

## Wiker Balkon
Im nördlichen Teil des Parks befindet sich der Wiker Balkon, eine 2,30 Meter hohe Aussichtsplattform, die aus einer Höhe von NN+17,00 m einen Blick auf den Nord-Ostsee-Kanal, die Schleusenanlage und die Kieler Förde ermöglichen sollte. Die zwischen der Plattform und dem Nord-Ostsee-Kanal stehenden Bäume und Häuser behindern jedoch die von der Planung vorgesehenen Aussichten. Die NDR-Satiresendung Extra 3 präsentierte den Wiker Balkon humorvoll als Beispiel für Bauwerke, die ihrem eigentlichen Sinn und Zweck nicht gerecht werden.